# Lijst van onroerend erfgoed in Ternat
Een overzicht van het onroerend erfgoed in de gemeente Ternat. Het onroerend erfgoed maakt deel uit van het cultureel erfgoed in België.
| Object                                         | Erfgoedstatus?                  | Bouwjaar of architect | Deelgemeente           | Adres                    | Coördinaten                   | Nummer? | Afbeelding                                     |
| ---------------------------------------------- | ------------------------------- | --------------------- | ---------------------- | ------------------------ | ----------------------------- | ------- | ---------------------------------------------- |
| Parochiekerk Sint-Gertrudis                    | Monument                        |                       | Ternat                 | Kerkplein                | 50° 52' 19" NB, 4° 10' 35" OL | 40691   | Parochiekerk Sint-Gertrudis                    |
| Kasteel Kruikenburg                            | Monument                        |                       | Ternat                 | Statiestraat 37          | 50° 52' 16" NB, 4° 10' 17" OL | 40692   | Kasteel Kruikenburg                            |
| Kasteel De Mot                                 | Monument                        |                       | Ternat                 | Gemeentehuisstraat 21    |                               | 40693   | Kasteel De Mot                                 |
| Station Ternat                                 | Monument                        |                       | Ternat                 | Statiestraat             | 50° 52' 28" NB, 4° 9' 57" OL  | 40694   | Station Ternat                                 |
| Vierkantshoeve Hof ten Berge                   | Monument                        |                       | Ternat                 | Brusselstraat 21-33      | 50° 52' 23" NB, 4° 10' 60" OL | 40696   | Vierkantshoeve Hof ten Berge                   |
| Herenhuis                                      |                                 |                       | Ternat                 | Dreef 20-22              | 50° 52' 16" NB, 4° 10' 25" OL | 40697   | Herenhuis                                      |
| Dorpswoning                                    |                                 |                       | Ternat                 | Dreef 25-27              | 50° 52' 18" NB, 4° 10' 24" OL | 40698   | Dorpswoning                                    |
| Burgerhuis                                     |                                 |                       | Ternat                 | Dreef 21                 | 50° 52' 18" NB, 4° 10' 27" OL | 40699   | Burgerhuis                                     |
| Gesloten hoeve                                 |                                 |                       | Ternat                 | Kruisstraat 4            | 50° 51' 49" NB, 4° 9' 57" OL  | 40700   | Gesloten hoeve                                 |
| Boerenwoning                                   |                                 |                       | Ternat                 | Nattestraat 36           | 50° 52' 47" NB, 4° 10' 3" OL  | 40702   | Boerenwoning                                   |
| Watermolen Steenvoordemolen                    |                                 |                       | Ternat                 | Steenvoordestraat 47, 51 | 50° 53' 1" NB, 4° 9' 20" OL   | 40704   | Watermolen Steenvoordemolen                    |
| Gesloten hoeve Wittehoeve                      |                                 |                       | Ternat                 | Terlindenstraat 114      | 50° 51' 45" NB, 4° 10' 31" OL | 40705   | Gesloten hoeve Wittehoeve                      |
| Vierkantshoeve Hof te Vitseroel                |                                 |                       | Ternat                 | Vitseroelstraat 66       |                               | 40706   | Vierkantshoeve Hof te Vitseroel                |
| Watermolen van Opalfene                        |                                 |                       | Ternat                 | Heirbaan 40              | 50° 52' 19" NB, 4° 11' 45" OL | 40707   | Watermolen van Opalfene                        |
| Langgestrekte hoeve                            |                                 |                       | Ternat                 | St. Jozefstraat 5        | 50° 52' 24" NB, 4° 11' 59" OL | 40709   | Langgestrekte hoeve                            |
| Kasteel Terlinden                              |                                 |                       | Ternat                 | Baron Liebaertstraat 7   | 50° 51' 37" NB, 4° 11' 25" OL | 40710   | Kasteel Terlinden                              |
| Parochiekerk Sint-Catharina                    |                                 |                       | Sint-Katherina-Lombeek | Kerkstraat               | 50° 52' 24" NB, 4° 9' 23" OL  | 40712   | Parochiekerk Sint-Catharina                    |
| U-Vormig hoevetje                              |                                 |                       | Sint-Katherina-Lombeek | Heidestraat 186          | 50° 52' 1" NB, 4° 7' 57" OL   | 40713   | U-Vormig hoevetje                              |
| Pastorie Sint-Catharinaparochie                |                                 |                       | Sint-Katherina-Lombeek | Kapelleveld 8            | 50° 51' 10" NB, 4° 9' 43" OL  | 40715   | Pastorie Sint-Catharinaparochie                |
| Gemeentehuis van Sint-Katherina-Lombeek        |                                 |                       | Sint-Katherina-Lombeek | Kerkstraat 4             | 50° 52' 22" NB, 4° 9' 18" OL  | 40716   | Gemeentehuis van Sint-Katherina-Lombeek        |
| 't Hof van Lombeek                             |                                 |                       | Sint-Katherina-Lombeek | Lindenstraat 4           | 50° 52' 20" NB, 4° 9' 8" OL   | 40720   | 't Hof van Lombeek                             |
| Hof ten Berge                                  |                                 |                       | Sint-Katherina-Lombeek | Vianestraat 26           |                               | 40722   | Hof ten Berge                                  |
| Parochiekerk Sint-Remigius met ommuurd kerkhof | Monument kerkhofmuur (Monument) |                       | Wambeek                | Pol de Montstraat        | 50° 51' 9" NB, 4° 9' 41" OL   | 40723   | Parochiekerk Sint-Remigius met ommuurd kerkhof |
| Onze-Lieve-Vrouwekapel                         | dorpsgezicht                    |                       | Wambeek                | Langestraat              | 50° 51' 11" NB, 4° 9' 46" OL  | 40724   | Onze-Lieve-Vrouwekapel                         |
| Pastorie Sint-Remigiusparochie                 | Monument                        |                       | Wambeek                | Pol de Montstraat 5      | 50° 51' 10" NB, 4° 9' 43" OL  | 40725   | Pastorie Sint-Remigiusparochie                 |
| Hoeve in L-vorm                                | Monument                        |                       | Wambeek                | Pol de Montstraat 2      | 50° 51' 12" NB, 4° 9' 38" OL  | 40727   | Hoeve in L-vorm                                |
| Geboortehuis van Pol de Mont                   | dorpsgezicht                    |                       | Wambeek                | Pol de Montstraat 11     | 50° 51' 8" NB, 4° 9' 42" OL   | 40728   | Geboortehuis van Pol de Mont                   |
| Hoeve in U-vorm                                |                                 |                       | Wambeek                | Langestraat 59           | 50° 51' 12" NB, 4° 10' 8" OL  | 40730   | Hoeve in U-vorm                                |
| Watermolen Klapscheutmolen                     | Monument                        |                       | Wambeek                | Klapscheutstraat 41      | 50° 50' 43" NB, 4° 9' 24" OL  | 200024  | Watermolen Klapscheutmolen                     |
| Bunker uit de Tweede Wereldoorlog              |                                 |                       | Ternat                 | Terlindenstraat          | 50° 51' 46" NB, 4° 10' 35" OL | 214005  | Bunker uit de Tweede Wereldoorlog              |

## Bouwkundige gehelen
| Object           | Erfgoedstatus? | Bouwjaar of architect | Deelgemeente | Adres                                                              | Coördinaten | Nummer? | Afbeelding       |
| ---------------- | -------------- | --------------------- | ------------ | ------------------------------------------------------------------ | ----------- | ------- | ---------------- |
| Dorpskom Wambeek | dorpsgezicht   |                       | Wambeek      | Bollestraat, Doelstraat, Langestraat, Pol de Montstraat, Potgieter |             | 306601  | Dorpskom Wambeek |